# Ibn Abit
Ibn Abit, también conocido históricamente como Abén Abit, es considerado el último rey andalusí de Jerez de la Frontera (Andalucía, España), según la narración de Alfonso X El Sabio. 
La Crónica de Alfonso X alude a Ibn Abit como "señor de la villa de Jerez". 

## Historia
Como otros grandes centros andalusíes, Jerez desempeñó la función de centro de poder de las tierras del Guadalete en los siglos XII y XIII. La conquista de Sevilla en 1248 puso la ciudad y a toda la comarca a merced de los cristianos, de forma que todas las poblaciones rendían vasallaje a los castellanos. 
La primera conquista de Jerez sucedió en 1249, tras un duro cerco en el que se devastaron los cultivos y alquerías para forzar la rendición de la ciudad. 
Ibn Abit, en la capitulación, le entregó la llave de la ciudad y el alcázar de la ciudad al rey castellano a cambio de que le dejase salir con sus pertenencias. El alcázar fue entregado en propiedad al noble castellano Nuño de Lara, quien a su vez lo dejó en responsabilidad al caballero Garci Gómez Carrillo.
Ibn Abit se exilió en el Reino de Granada.
Pese al abandono del "príncipe moro", se permitió a los musulmanes quedarse en Jerez, sobre todo por la urgencia en ocuparse de la repoblación de Sevilla. Puede que incluso la población creciera con la emigración de los musulmanes de otros lugares del Bajo Guadalquivir, también sometidos al Reino de Castilla.
Posteriormente, tras la rebelión de los mudéjares en 1264, siendo Jerez uno de los centros principales por su posición geoestratégica, se aceleró la segunda conquista y definitiva de la ciudad por Alfonso X. Tras cinco meses de asedio y ante la falta de apoyo nuevamente desde el Reino de Granada, las tropas cristianas entraron en Jerez en el mes de octubre, expulsando esta vez a la mayoría de la población musulmana.

Gana el Reí D. Alonso a Xerez de la frontera, i de orden suya el Infante D. Henrique su hermano a Medina Sidonia i Lebrija.
.1 T Uego que bolvió de Castilla al Andalucía nuestro Principe, se l_¿ dedicó a la guerra de los Moros, para assegurar sin contingencia la ciudad de Sevilla , cuya cercanía a tantas plazas como conservavan inmediatas a ella, i '^el crecido número de sequaces de su pérfida seda, que todavía permanecía assi en sus contornos, como dentro de su población , causavan no pequeño recelo a los Christianos que habitavan en ella : i en execucion de tan acertado i catholico didamen, puso sitio a la ciudad de Xerez, fundada de las ruinas de la antigua Asta Regia.
2 Posseia esta plaza i los fértiles campos de su dilatado contorno Aben-Abit, Principe Moro, con título de Rei suyo , según el estilo de aquella nación , que le conferia a qualquiera de los que dominavan en las ciudades de algún nombre i población. I haviendo tomado los puestos con su gente D. Alonso, i detenidose un mes en estrechar su sitio} reconociendo sus habitadores la impossibilidad de defenderse, i temerosos de que se les talasse la campaña , cuyos frutos empezavan ya a sazonarse, hicieron llamada para capitular su entrega sin noticia de su Reyezuelo : i ajustada , ofreciendo dar a nuestro Principe el mismo tributo que le contribuían a él, con calidad de que se les permitiesse quedar en sus casas í haciendas, de la manera misma que las gozavan entonces , le dieron cuenta de su convenio, según refiere la Chronica con los términos siguientes: " E después que los Moros de la villa vieron este otorgamiento , dixeron al Moro señor de la villa, que eslava en el »> alcázar , que se aviniesse con el Rei D. Alonso , o que se pusiesse » en salvo, i que le dejasse el alcázar. I por esta razón aquel Aben-Abit n Moro hovo avenencia con el Rei D. Alonso que le dejasse salir a salvo con todo lo suyo , i entrególe el alcázar. I el Reí después que el al»> cazar hovo en su poder , basteciólo de viandas i de armas, i entre» góselo a D. Ñuño de Lara, que lo tuviesse por él: i él dejólo a un » cavallero que lo tuviesse por él, que decían Garci-Gomez Carrillo: »> i el Rei dejó todos los Moros en la villa en sus casas i en sus heredades."
 Gaspar Ibañez de Segovia Peralta y Mendoza, “Memorias históricas del Rei D. Alonso el Sabio i observaciones a su chronica”